# Bătălia de la Capul Ortegal
Bătălia de la Capul Ortegal (3 noiembrie 1805), în largul Capului Ortegal din nord-vestul Spaniei, a fost acțiunea finală a campaniei Trafalgar. Contraamiralul britanic Sir Richard Strachan, cu Caesar, Hero, Courageux, Namur și patru fregate, a învins și capturat un escadron francez (Formidable, Scipion, Duguay-Trouin și Mont Blanc) comandat de contraamiralul Pierre Dumanoir le Pelley, care scăpase din Bătălia de la Trafalgar cu două săptămâni înainte.